# Oktiàbrskaia (Krílovskaia)
|  | Per a altres significats, vegeu «Oktiàbrskaia». |

Oktiàbrskaia - Октябрьская (rus) - és una stanitsa del krai de Krasnodar, a Rússia. Es troba a la riba d'un petit afluent del riu Sossika, a 16 km al nord-est de Krílovskaia i a 149 km al nord-est de Krasnodar, la capital.
Pertanyen a aquest municipi les poblacions de Sborni, Zaprudni, Kovaliovka, Obilni, Reixetilovski i Temp.